# Сан Ђовани (Торино)
Сан Ђовани је насеље у Италији у округу Торино, региону Пијемонт.
Према процени из 2011. у насељу је живело 1335 становника. Насеље се налази на надморској висини од 409 м.